# Rheingold (pociąg)

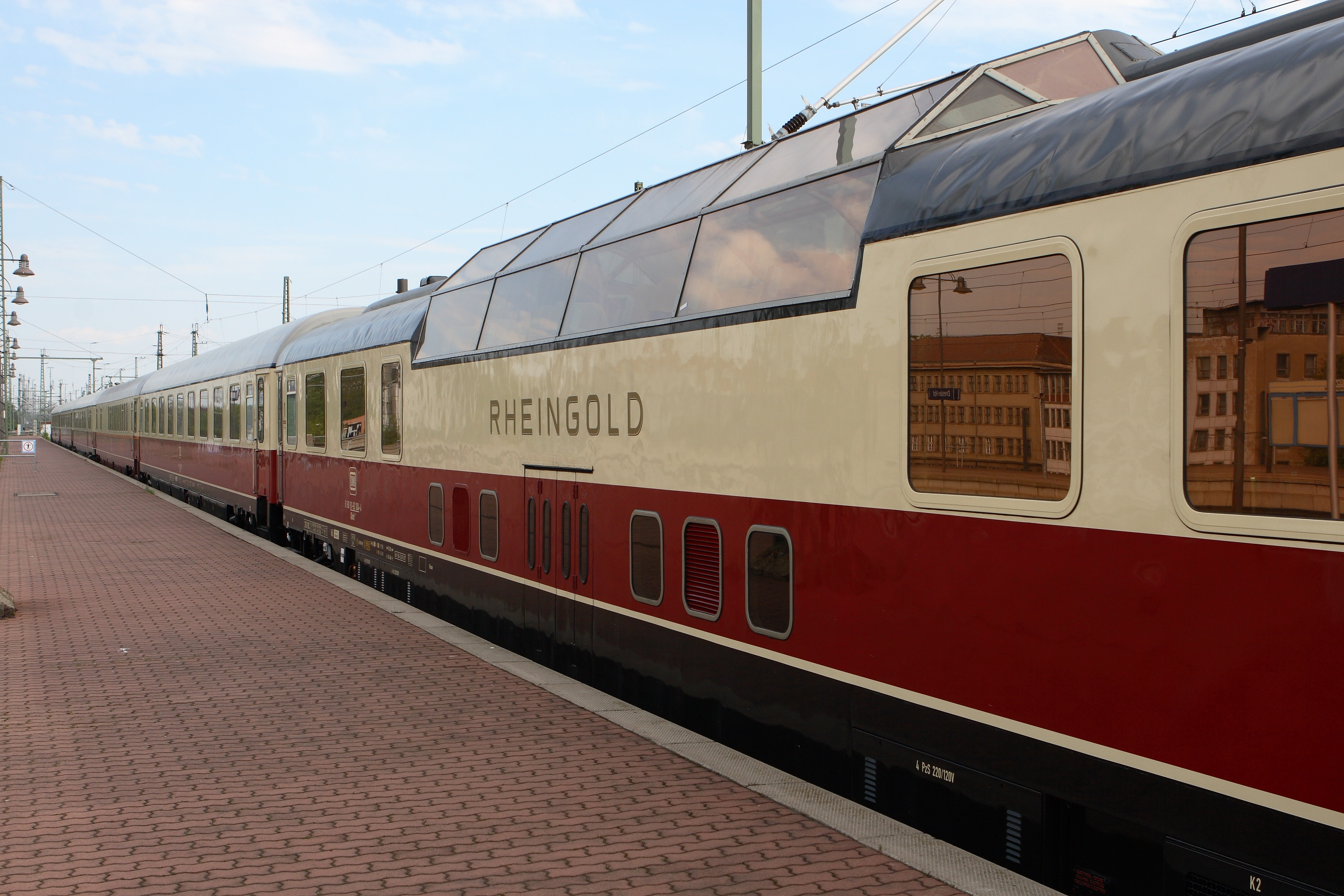
Pociąg ekspresowy Rheingold

Rheingold – komfortowy pociąg ekspresowy kolei niemieckich kursujący pomiędzy Holandią i Szwajcarią. Składy pociągów posiadały tylko komfortowe wagony pierwszej klasy.

## Historia
W dniu 15 maja 1928 roku uruchomiono kursowanie pociągu. Skład pociągu zestawiono z wagonów pierwszej klasy i komfortowego wagonu panoramicznego w złoto-granatowym malowaniu. Pociąg był prowadzony przez parowozy bawarskie S 3/6. Od 30 maja 1956 roku pociąg Rheingold kursował jako pociąg ekspresowy Trans-Europ-Express prowadzony przez lokomotywy elektryczne Baureihe E03 oraz Baureihe E 10 (1962) oraz Baureihe 103 (1965) - pierwszą lokomotywę osiągającą prędkości powyżej 200 km/h. Pociąg ekspresowy zlikwidowano 30 maja 1987 roku. Zachowane wagony są czynnymi eksponatami zabytkowymi.

## Filmy
- Rheingold, film fabularny z 1978 roku wyreżyserowany przez Niklausa Schillinga
- SWR: Eisenbahn-Romantik – 70 Jahre Rheingold, film dokumentalny
- SWR: Eisenbahn-Romantik – Rheingold – Eine Legende wird 80, film dokumentalny